# Серро-Капурата
Серро-Капурата (исп. Cerro Capurata), также известная как Elena Capurata, — стратовулкан в Андах в Боливии и Чили. Официально зарегистрированная высота горы 5990 метров. Несмотря на это две различные экспедиции зарегистрировали высоту вулкана более 6 000 метров, используя обычные устройства GPS (6013 и 6014) Вершина Капураты покрыта льдом. К югу от Капураты лежит Серро-Каспарата и строго на запад Гуальятири.
По сравнению с Акотанго и Умуратой, скалы Капураты относительно хорошо сохранились. Некоторые гидротермальные изменения, частично связанные с фумарольной активностью, все же присутствуют. Общий объём вулкана составляет 19 кв. км. Серные отложения, образованные сольфатарами, также найдены на Капурате.